# Augustus Matthiessen
Augustus Matthiessen (* 2. Januar 1831 in London; † 6. Oktober 1870 ebenda) war ein britischer Chemiker und Physiker.

## Leben
Matthiessen studierte Chemie an den Universitäten Gießen und Heidelberg, promovierte dann in London. Während seiner Zeit in Deutschland war er u. a. Schüler von Robert Wilhelm Bunsen und Gustav Robert Kirchhoff. 1855 erschien seine erste Veröffentlichung in den Annalen der Chemie und Pharmacie; sie berichtete insbesondere über die elektrolytische Darstellung von Calcium und Strontium. 1859 kehrte Matthiessen nach London zurück und wirkte dort am Royal College of Chemistry. 
Zusammen mit Moritz von Bose veröffentlichte er 1861 in den Annalen der Physik die Arbeit Über den Einfluß der Temperatur auf die elektrische Leitfähigkeit der Metalle und später eine Arbeit über die Eigenschaften von Gold-Zinn-, Blei-Zink und Wismut-Zink-Legierungen sowie von metallischem Cadmium. Ab 1862 war er Professor für Chemie am St. Marys Hospital, wo er seine Forschungen unterstützt von Carl Friedrich Gustav Vogt fortführte. 1869 übernahm er die Professur für Chemie am St Bartholomew’s Hospital.
1869 wurde er von der Royal Society mit der Royal Medal ausgezeichnet.
1870 beging Matthiessen Selbstmord durch Vergiften. Laut seinem Abschiedsbrief wollte er sich auf diese Weise einer ungerechten Anklage entziehen.

## Leistungen
- Durch Elektrolyse der Chlorsalze stellte er zusammen mit seinem Lehrer Bunsen in den Jahren 1854 und 1855 erstmals die Metalle Lithium[3], Strontium und Barium[1] in größeren Mengen her.
- Unter der Anleitung Kirchhoffs veröffentlichte Matthiessen von 1857 bis 1858 mehrere bahnbrechende Artikel über die Leitfähigkeit von Metallen; in London untersuchte er 1861 deren Temperaturabhängigkeit (Matthiessensche Regel).
- In den Jahren ab 1862 erforschte er verschiedene Metalle und Metall-Legierungen sowie ihre Leitfähigkeit.
- Matthiessen entdeckte, dass fast alle Legierungen aus zwei Metallen als verfestigte Lösungen des einen in dem anderen Metall betrachtet werden können.
- 1868 stellte er eine Vielzahl von Derivaten des Narcotins her.
- 1869 entdeckte Matthiessen die enge Verwandtschaft von Codein und Morphin.

## Schriften
- mit Carl Vogt: On the Influence of Temperature on the Electric Conducting-Power of Thallium and Iron. In: Philosophical Transactions of the Royal Society of London, Band 153, 1863, S. 369–383
- mit Carl Vogt: On the Influence of Temperature on the Electric Conducting-Power of Alloys. In: Philosophical Transactions of the Royal Society of London, Band 154, 1865, S. 167–200 (Digitalisat)

## Belege
1. 1 2  Augustus Matthiessen: Electrolytische Darstellung der Metalle der Alkalien und Erden. In: Friedrich Wöhler, Justus Liebig, Hermann Kopp (Hrsg.): Annalen der Chemie und Pharmacie. Band 93, Nr. 3. C. F. Winter, Heidelberg und Leipzig 1855, S. 277–286, doi:10.1002/jlac.18550930302 (online in der HathiTrust Digital Library – Die Arbeit ist datiert auf den 16. Dezember 1854.).
2. ↑  Jahrbuch der Erfindungen und Fortschritte auf den Gebieten der Physik, Chemie und Chemischen Technologie, der Astronomie und Meteorologie, Band 7 (1871), S. 385
3. ↑  Robert Bunsen: Darstellung des Lithiums. In: Friedrich Wöhler, Justus Liebig, Hermann Kopp (Hrsg.): Annalen der Chemie und Pharmacie. Band 94, Nr. 1. C. F. Winter, Leipzig und Heidelberg 1855, S. 107–111, doi:10.1002/jlac.18550940112 (online in Bunsens gesammelten Veröffentlichungen im Internet Archive, online in der HathiTrust Digital Library – Die Arbeit ist datiert auf den 1. März 1855).